# Barrage contre le Pacifique
Pour les articles homonymes, voir Un barrage contre le Pacifique (homonymie).
Pour plus de détails, voir Fiche technique et Distribution.
Barrage contre le Pacifique (This Angry Age) est un film italo-américain réalisé par René Clément et sorti en 1958.
Il s'agit de la première adaptation du roman de même nom (à l’article près) de Marguerite Duras, publié en 1950.

## Synopsis
Une veuve, madame Dufresne, propriétaire d’une concession en Indochine durant les années 1950, essaie, par tous les moyens, de protéger ses rizières contre les marées et les typhons du Pacifique. Sans grands moyens financiers, elle met à contribution ses deux enfants Suzanne et Joseph qui aspirent à une vie meilleure en ville. Elle doit également faire face aux manœuvres d’un agent du gouvernement chargé de racheter son exploitation. Elle parvient toutefois à acheter le ciment nécessaire à la consolidation de la digue, mais elle meurt, épuisée.

## Fiche technique
- Titre original : This Angry Age
- Titre français : Barrage contre le Pacifique
- Titre italien : La diga sul Pacifico
- Réalisation : René Clément, assisté de Dominique Delouche et Léonard Keigel
- Scénario : Diego Fabbri, Irwin Shaw, René Clément, Ivo Perilli d’après le roman de Marguerite Duras, Un barrage contre le Pacifique (1950)
- Direction artistique : Mario Chiari, Mario Garbuglia
- Décors : Piero Gherardi
- Costumes : Maria De Matteis
- Photographie : Otello Martelli
- Son : Piero Cavazutti, Luigi Puri
- Montage : Leo Cattozzo, Henry Rust
- Musique : Nino Rota
- Chorégraphie : Roye Dodge
- Production : Dino De Laurentiis
- Sociétés de production : Columbia Pictures Corporation (États-Unis), Dino De Laurentiis Cinematografica (Italie)
- Société de distribution : Columbia Pictures (distributeur d'origine, France)
- Pays d’origine :  États-Unis,  Italie
- Langues originales : anglais, italien
- Format : 35 mm — couleur (Technicolor) — 2.35:1 (Technirama) — son monophonique
- Genre : drame
- Durée : 103 minutes
- Dates de sortie :
  -  14 février 1958
  -  25 juin 1958
  -  31 juillet 1958
- (fr) Classification et visa CNC : mention « tous publics », visa d'exploitation no 20571 délivré le 2 mai 1958

## Distribution
- Silvana Mangano : Suzanne Dufresne
- Anthony Perkins : Joseph Dufresne
- Jo Van Fleet : Madame Dufresne
- Richard Conte : Michael
- Alida Valli : Claude
- Nehemiah Persoff : Albert
- Yvonne Sanson : Carmen
- Guido Celano : Bart
- Lawrence A. Williams : Roland
- Chu Shao Chuan : « Caporal »

## Production

### Attribution des rôles
À l'origine, la production avait retenu James Dean pour le rôle de Joseph Dufresne et Anna Magnani pour celui de la mère. Le producteur Dino De Laurentiis voulait Peter Ustinov dans le rôle d'Albert, mais celui-ci fut empêché à cause d'un autre engagement.

### Tournage
- Périodes prises de vue : 2 janvier au 22 février 1957 (extérieurs) et avril 1957 (intérieurs)[1].
- Extérieurs : Bangkok, Phetchaburi (Thaïlande)[1].
- Intérieurs : Cinecittà (Rome, Italie)[1].

### Chanson du film
One Kiss Away From Heaven, d'Armando Romeo, interprétée par Anthony Perkins et Silvana Mangano.

## Accueil
- Raymond Queneau à René Clément[2] : « Tout ce que vous montrez de l'insolite de la jeunesse, les rapports entre le frère et la sœur, la mère et les enfants ; il y a là quelque chose qui correspond à tout un courant de la littérature actuelle ; puis aussi la façon dont vous traitez vos personnages, dont vous étudiez leurs caractères ; enfin bref, j'ai envie de dire que c'est un très grand film. »
- Richard W. Nason du New York Times[3] souligne l'interprétation de ses trois protagonistes, Anthony Perkins, Silvana Mangano et Jo Van Fleet. Il écrit qu'ils constituent « A superlative cast ». Il compare la qualité de cette adaptation au travail que Jean Renoir avait fait quelques années plus tôt avec Le Fleuve (The River, 1951).
- Marguerite Duras expliquera plus tard qu'elle est consternée par le film, et que cela la déterminera à réaliser elle-même l'adaptation de ses romans : « Les films qu’on faisait avec mes romans étaient pour moi insoutenables (…). La plus incroyable trahison a été celle d’Un barrage contre le Pacifique de René Clément. (…) Pour moi, de cette idiotie-là je ne suis jamais revenue. Alors j’ai fait du cinéma. Voilà »[4]

## Autre adaptation du roman
- 2008 : Un barrage contre le Pacifique, film franco-belge réalisé par Rithy Panh.